# Famille de Gournay (Lorraine)
Pour les articles homonymes, voir Famille de Gournay.

Armoiries de la famille de Gournay

La famille Le Gronnais, Le Gournaix, de Gournay est une ancienne famille patricienne messine.

## Historiographie
En 1674, la branche messine est rattachée à celle de Gournay-en-Bray devant l’Armorial général de France.[précision nécessaire].
Cette généalogie est reprise par Dom Calmet au XVIIIe siècle dans sa « Généalogie de la maison de Gournay ou Gronaix » incluse dans son Histoire de Lorraine. Il y indique que c’est une des plus vieilles familles messine. Il rappelle que Le Roman de Saint-Livier parle de « Gunard, un des Gournais », général des troupes des messins et père de Guigarde, qui épouse Hontran, père de saint Livier. Il mentionne ensuite « Vuldus de Gournay partit de Metz vers l’an 960 pour aller trouver Guillaume le Conquérant, qu’il servit avec tant de courage et de fidélité qu’il en reçut pour récompense la ville de Gournay en Normandie, avec dix-huit villages pour lui et Hugues de Gournay, son fils qui épousa Basilie de Flatelly […] ». Cette branche normande reviendrait sur Metz trois générations plus tard avec « Thiedric », fils d’Hugues de Gournay et de « la sœur de Rodolphe de Péronne, comte de Vermandois, princesse de sang Royal, fille de Hugues de France, dit le Grand, comte de Vermandois, frere du roi Philippe I » (Béatrice de Vermandois). Thiedric est dit « échevin noble » d’Étienne de Bar, évêque de Metz, et a pour fils Nicolas de Gournay dit le Vieux, maître-échevin de Metz en 1230.
Les historiens modernes indiquent que ces généalogies sont peu satisfaisantes et ne résistent pas à l’examen des documents.

## Histoire des Le Gronnais
Il est certain qu'il s'agit d'une famille de bourgeois dont on ne connait l’origine familiale ; on ne peut la rattacher à aucune des familles de notables entourant l'évêque de Metz au XIIe siècle.

### Banquier de Metz au Moyen Âge
Le nom Gronnais est sans doute un sobriquet désignant un appendice nasal particulier[réf. nécessaire].
Collin le Gronnais, mentionné dans les prises de ban de 1220, apparait sous le nom de Nicole après sa nomination au maître-échevinat en 1230. Il fait affaire dès 1243 avec le duc de Lorraine Mathieu II et acquiert une table de changeur en 1245. Sa fortune est suffisamment importante pour que la génération suivante se lance dans de grandes opérations.
De 1250 à 1350 environ, les Gronnais apparaissent comme les banquiers messins les plus puissants

### Maîtres-échevins de Metz

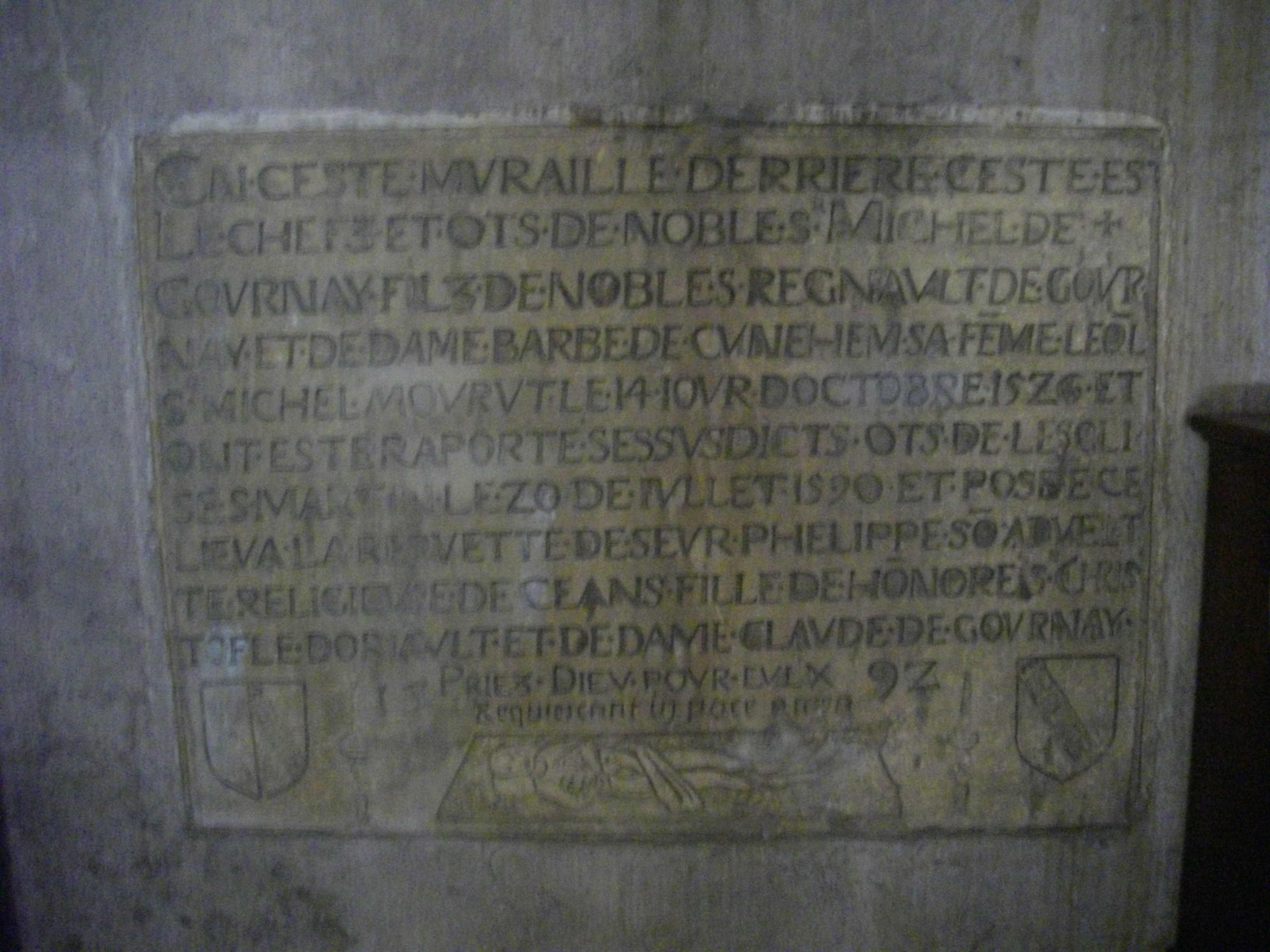
Plaque de Michel de Gournay à Metz

De 1230 à 1641, quarante-six personnages du nom de Gournaix ont été maîtres-échevins de Metz.

## Membres remarquables
- Charles-Chrétien de Gournay, évêque de Toul
- François de Gournay
- Jacques de Gournay
- Michel de Gournay
- Nicolas de Gournay
- Regnaut de Gournay
- Thiébaut de Gournay

## Chapelle des Gournay de l'église Saint-Maximin

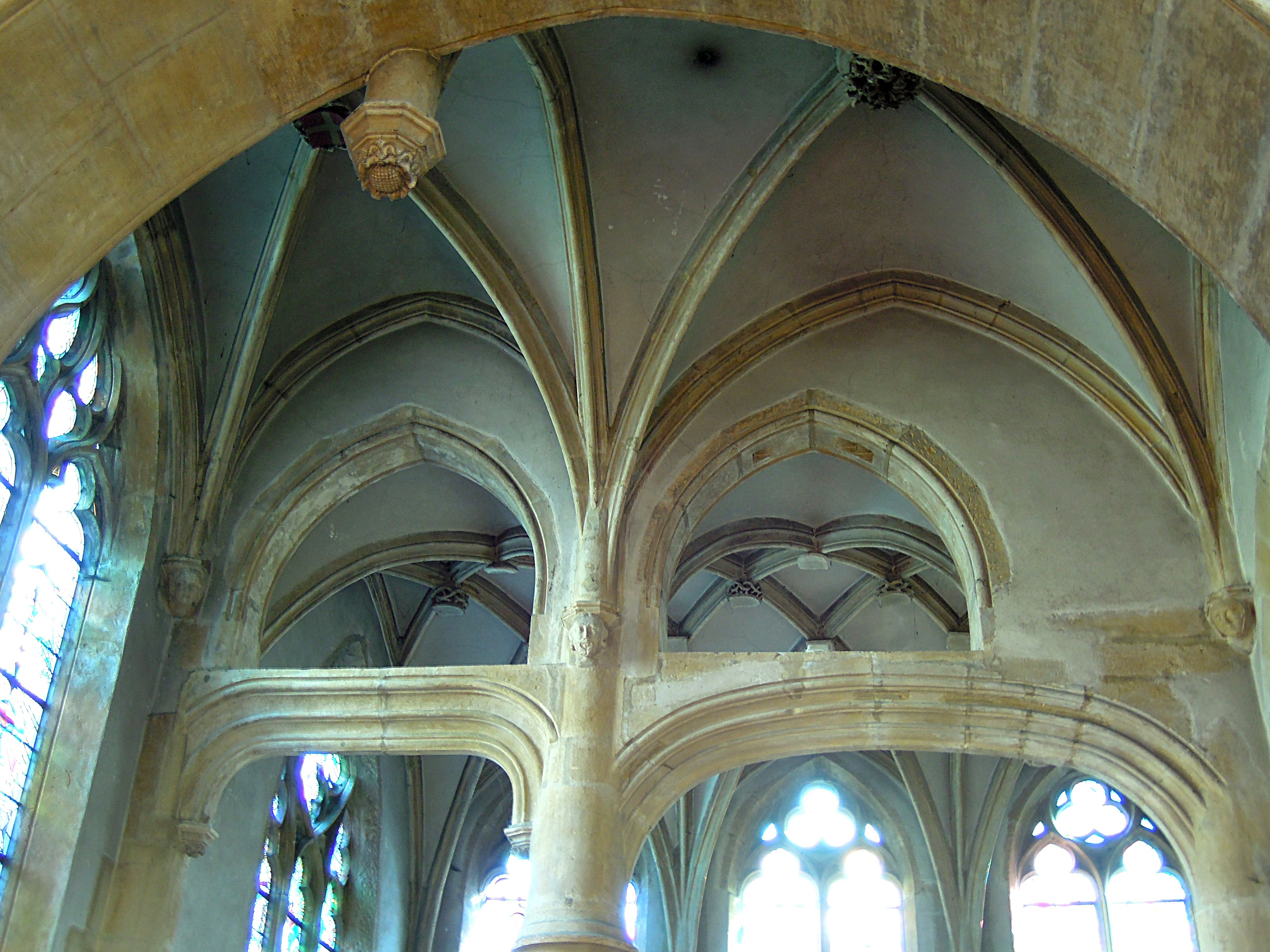
Entrée de la chapelle des Gournay.

L'église Saint-Maximin de Metz comporte une chapelle, dont il ne subsiste que le nom, dédiée aux Gournay.